# Hoz de Jaca
Hoz de Jaca (aragónul Oz de Tena) település Spanyolországban, Aragóniában, Huesca tartományban. Hoz de Jaca Biescas, Sallent de Gállego és Panticosa községekkel határos. Lakosainak száma 77 fő (2024).

## Népesség
A település népessége az utóbbi években az alábbiak szerint változott:
| Lakosok száma | 75   | 74   | 77   | 70   | 70   | 73   | 72   | 70   | 68   | 77   |
|               | 2001 | 2004 | 2006 | 2009 | 2011 | 2014 | 2016 | 2019 | 2021 | 2024 |